# Manuel Raimundo da Paz
Manuel Raimundo da Paz (Alto Longá, 2 de janeiro de 1838 — Teresina, 15 de dezembro de 1923) foi um político brasileiro.
Foi governador do Piauí, de 5 de dezembro de 1909 a 15 de março de 1910.